# Gotlands runinskrifter 370
G 370 är en vikingatida ( 1000-t) runsten i bildstensform av kalksten i Hablingbo kyrka, Hablingbo socken och Gotlands kommun. 
Runstenen påträffades vid schaktningsarbete på kyrkogården 1988. Fyndplatsen var ca 30 m S om kyrktornet. Stenen var 1,9 m hög, 1,2 m bred och 0,1-0,12 m tjock. Det obearbetade rotpartiet är omkring 0,5 m hög. Stenen är försedd med kors och parställda drakhuvuden i urnesstil. Runornas höjd är 5-5,5 cm.

## Inskriften
Translitterering av runraden:
uatar : auk hilkaiʀ : raistu : stain iftir hailka f-þur : sin : hn : uahʀ -istr : farin miþ uikikum
Normalisering till runsvenska:
Hvatarr(?) ok Hæilgæiʀʀ(?)/Hallgæiʀʀ(?) ræistu stæin aftiʀ Hæilga, f[a]ður sinn. Hann var [v]estr farinn með vikingum.
Översättning till nusvenska:
Vatgair (?) och Hailgair (?) reste stenen efter Hailgi, sin fader. Han var faren västerut med vikingar.
Den sista meningen innehåller allitteration. Stenen är känd för ordet viking var för första gången belagt på den i självständig form inom svenska runmaterialet. Annars är ordet vīkingʀ belagt på svårtolkad DR 216, sammansättning vīkingavǫrðr (vikingarnas vakt) är känd från U 617, personnamnet Vikingʀ är känd på 15 Upplands och Södermanlands stenar, samt på Sm 10, Sm 11, Vg 17 och Ög 8. Den senare har vissa likheter med Rökstenen och kan datera användning av appelativet vīkingʀ till så tidigt som på 800-talet.